# Grand Prix automobile de São Paulo
 (mars 2012).
Si vous disposez d'ouvrages ou d'articles de référence ou si vous connaissez des sites web de qualité traitant du thème abordé ici, merci de compléter l'article en donnant les références utiles à sa vérifiabilité et en les liant à la section « Notes et références ».
Le Grand Prix automobile de São Paulo (officiellement São Paulo Indy 300) est une épreuve de course automobile disputée sur le Circuit urbain de Sao Paulo (São Paulo, Brésil) dans le cadre du Championnat IndyCar Series depuis 2010.

## Palmarès
| Année     | Vainqueur                   | Voiture           | Championnat    | Circuit    | Résultats |
| --------- | --------------------------- | ----------------- | -------------- | ---------- | --------- |
| 1936      | Carlo Maria Pintacuda       | Alfa Romeo        | -              | São Paulo  | Résultats |
| 1937–1939 | Non couru                   | Non couru         | Non couru      | Non couru  | Non couru |
| 1940      | Arthur Nascimento Jr.       | Alfa Romeo        | -              | Interlagos | Résultats |
| 1941–1946 | Non couru                   | Non couru         | Non couru      | Non couru  | Non couru |
| 1947      | Chico Landi                 | Alfa Romeo        | -              | Interlagos | Résultats |
| 1948–1950 | Non couru                   | Non couru         | Non couru      | Non couru  | Non couru |
| 1951      | Francisco Azevedo           | Allard            | -              | Interlagos | Résultats |
| 1952      | Non couru                   | Non couru         | Non couru      | Non couru  | Non couru |
| 1953      | Jacques Herzet Johnny Claes | Ferrari           | -              | Interlagos | Résultats |
| 1954      | Emmanuel de Graffenried     | Maserati          | -              | Interlagos | Résultats |
| 1955–1956 | Non couru                   | Non couru         | Non couru      | Non couru  | Non couru |
| 1957      | Juan Manuel Fangio          | Maserati          | -              | Interlagos | Résultats |
| 1958–2009 | Non couru                   | Non couru         | Non couru      | Non couru  | Non couru |
| 2010      | Will Power                  | Dallara-Honda     | IndyCar Series | Anhembi    | Résultats |
| 2011      | Will Power                  | Dallara-Honda     | IndyCar Series | Anhembi    | Résultats |
| 2012      | Will Power                  | Dallara-Chevrolet | IndyCar Series | Anhembi    | Résultats |
| 2013      | James Hinchcliffe           | Dallara-Chevrolet | IndyCar Series | Anhembi    | Résultats |